# Oper am Gänsemarkt

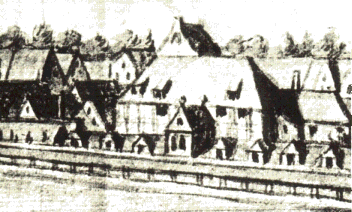
Oper am Gänsemarkt w latach 20. XVIII w.

Oper am Gänsemarkt – gmach opery publicznej otwartej w Hamburgu pod koniec XVII wieku. Była to pierwsza opera publiczna w Niemczech i druga (pierwsza w Wenecji) w Europie. 
Opera i jej artyści byli podziwiani w całej Europie. Trupa operowa organizowała także sesje wyjazdowe, m.in. do Danii.
Na początku XVIII wieku wystawiali w niej swe dzieła: Reinhard Keiser, Georg Philipp Telemann, Johann Mattheson, Christoph Graupner i Georg Friedrich Händel. 
Nazwa opery pochodzi od targu drobiu, na którym uprzednio w tym miejscu sprzedawano m.in. gęsi (niem. Gans – gęś).
Oper am Gänsemarkt była pierwszym miejscem, gdzie język niemiecki był często wykorzystywany w przedstawieniach operowych. W II połowie XVIII wieku nie miała już dawnego poziomu. Dopiero Mozart przywrócił (i to już w Wiedniu) językowi niemieckiemu rangę języka opery.

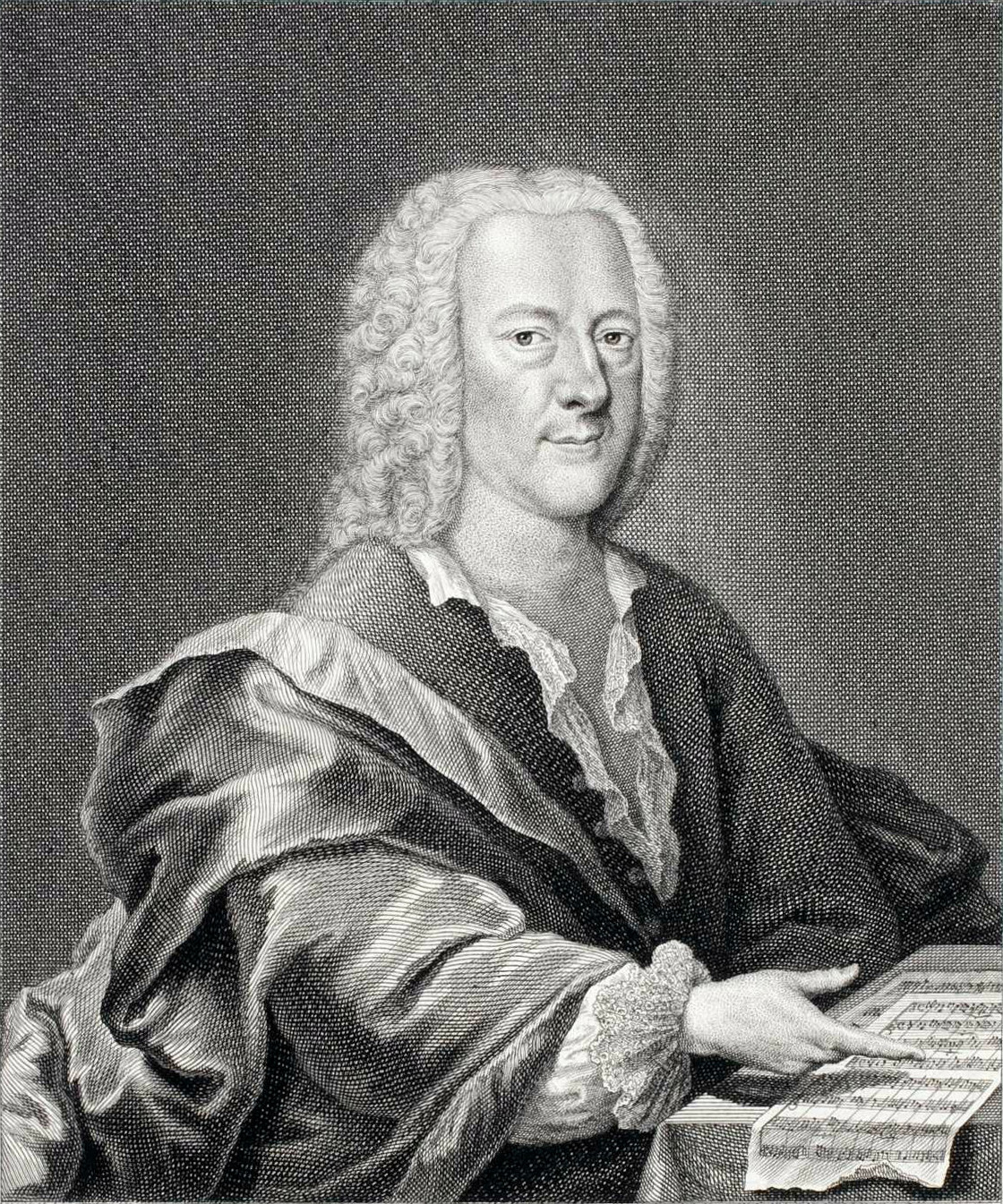
Georg Philipp Telemann
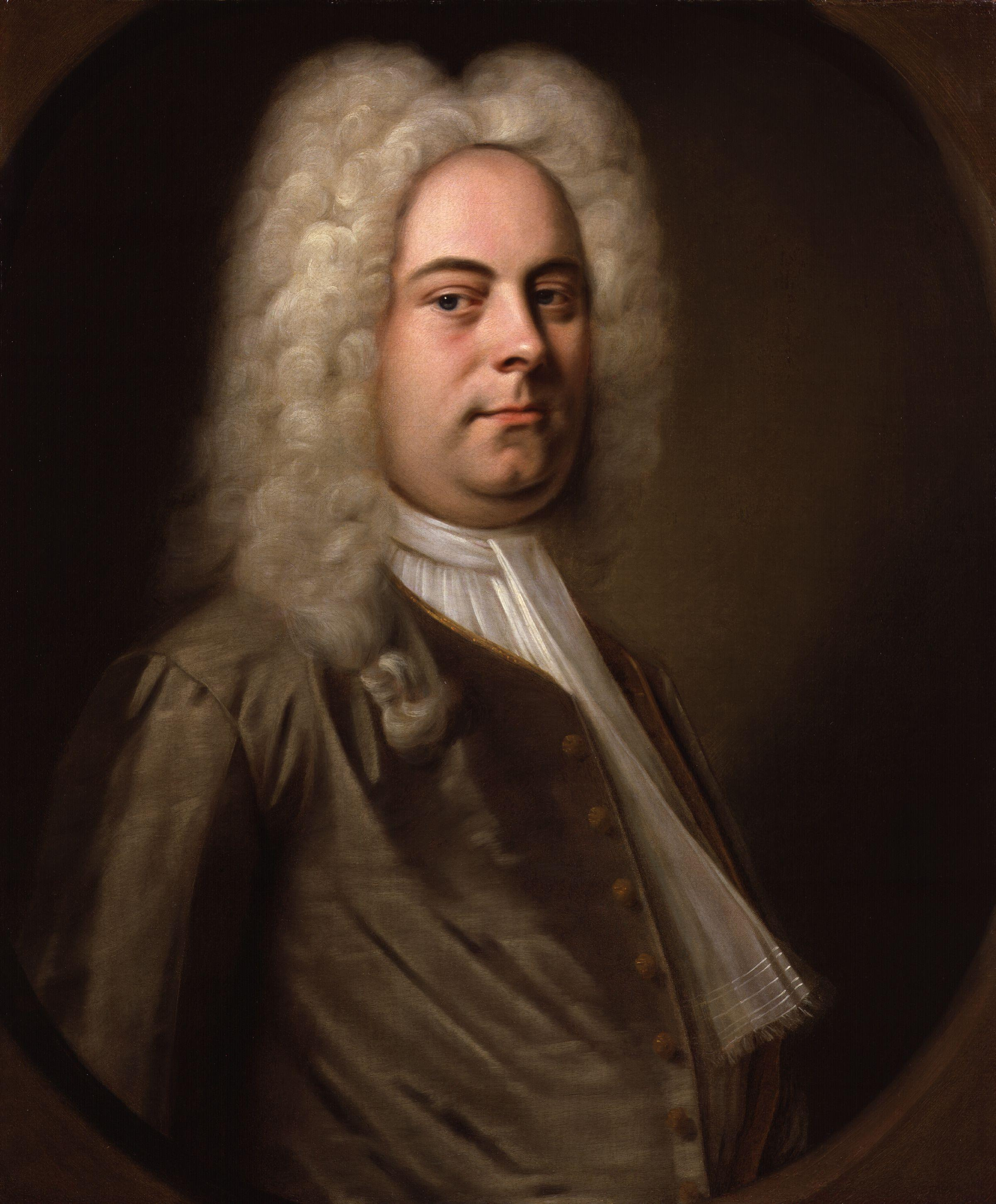
Georg Friedrich Händel
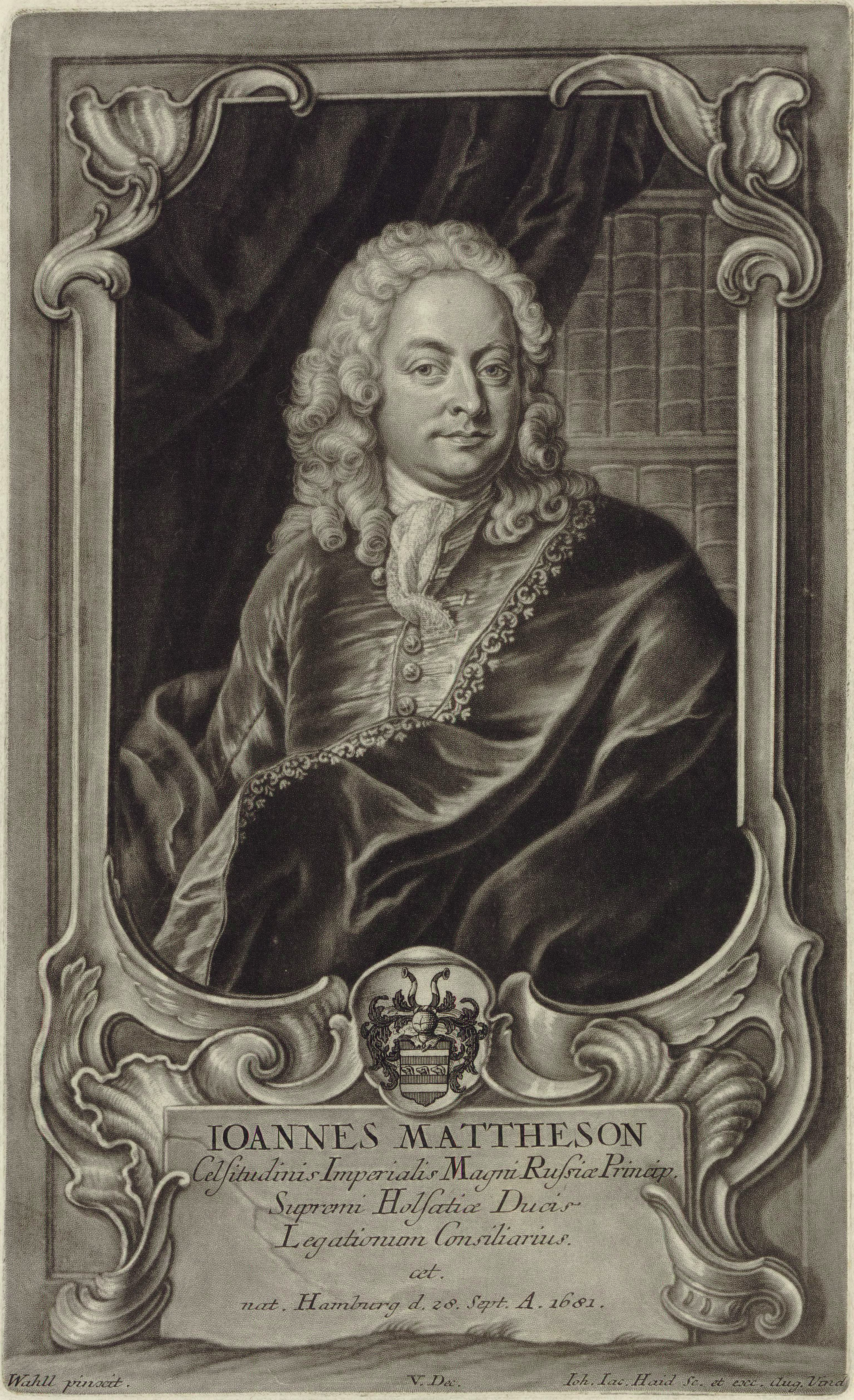
Johann Mattheson